# العقيلات
العقيلات، وأحدهم عقيلي وجمعهم عقيلات، وهم يمثلون قبائل وأسراً متحضرة من نجد وتحديداً من منطقة القصيم وحائل في السعودية. ومن أهم عوائل العقيلات: «الرواف، القرياني، الزيني، النيداني، الجميل والقاضي و البطي والكفافي والراجح و الجربوع والعساف». واشتهروا بتجارة الذهب بالدرجة الأولى والخيول والإبل والأغنام والسمن والملابس والأغذية من أنحاء الجزيرة العربية ويتاجرون بها في الكويت والعراق والشام وغيرها. انفردت بهذا اللقب بسبب تميزهم بلبس العقال وزيهم عن بقية أهالي نجد.

## معنى الكلمة
عُقيلات هي جمع لكلمة «عقيل» وهو لفظ تصغير لكلمة عُقال، والعقال هو حبل يشد به ذراع البعير، وأيضاً تعني العقال الذي يُشد به الرأس.

## طرق ومواسم سفر القوافل
طريق العقيلات يكون كالتالي: بريدة ثم زرود (حائل) ثم الحيانية (تُعرف بأنها باب نجد، وتقع في منطقة الجوف) ومن هناك تخرج للدول القريبة داخل الأردن تمر القوافل على بئر العمري ويقطنة بني صخر والرولة ثم قرية سحاب.
أما موسم سفر القوافل فيكون في الصيف ويسيرون الليل إتقاءاً للحرارة وللاهتداء بالنجوم. ويستخدمون في تنقلهم الأبل والخيل والمشي علئ الأقدام، ويحملون زاداً يتكون من الكليجا وقرصان العقيل والتمر والبقل (الأقط) ويعرجون أثناء سفرهم على منازل البادية لشراء الأغنام والسمن.

## قيل فيهم
ذكر الشيخ علي الطنطاوي في كتابه ذكريات  عن العقيلات مايلي:
كما قال عنهم الشاعر نمر بن عدوان:

## أماكن الإقامة
| المدينة/القرية | وصف                 |
| العراق         | العراق              |
| -------------- | ------------------- |
| صوب عقيل       | مكان مشهور في بغداد |
| الزبير         | قُرب مسجد الرواف     |
| البصرة         | قهوة النجادة        |
| سوريا          |                     |
| دمشق           | ضاحية الميدان       |
| دور الزور      |                     |
| حمص            |                     |
| حماة           |                     |
| حلب            |                     |
| فلسطين         |                     |
| القدس          |                     |
| نابلس          |                     |
| يافا           |                     |
| اللد           |                     |
| الأردن         |                     |
| عمان           |                     |
| الزرقاء        |                     |
| أربد           |                     |
| الرمثه         |                     |
| البلقاء        |                     |
| الكرك          |                     |
| معان           |                     |
| العقبة         |                     |
| مصر            |                     |
| بلبيس          |                     |
| الزقازيق       |                     |
| المطرية        |                     |
| المرج          |                     |
| حلمية الزيتون  |                     |
| الصالحية       |                     |
| أبوحماد        |                     |
| أبوكبير        |                     |
| كفر نصار       |                     |
| مصر الجديدة    |                     |
| إمبابة         |                     |
| الإسكندرية     |                     |
| السويس         |                     |
| الإسماعيلية    |                     |
| القاهرة        |                     |

## الحماية والضرائب
يدفع العقيلات ضمن اتفاقيات مع القبائل التي تمر فيها القوافل مبالغ محددة سلفاً لضمان الأمن والأمان للقوافل ومن معها بحسب الطريق، وبعضها موثق مثل:

### الأردن
تدفع العقيلات ماقيمته عشرين قرشاً عن كل جمل لقبيلة «الاحيوات» لضمان مسير طريق معان الأردن حتى حدود فلسطين وحتى الحدود المصرية في سينا.

### سوريا
تدفع العقيلات مبلغ يختلف من وقت لآخر إلى «الشعيلان».

### مصر
يدفع العقيلات لعرب «المفازة» الذين يحيطيون طريق القنطرة والتل الكبير جينة واحد عن كل رعية.

## نخوة العقيلات
أولاد علي نخوة العقيلات وأهل القصيم وعلياً هو جد أسرة آل أبوعليان حكام القصيم سابقاً لثلاث قرون اشتهر بالشجاعة والإقدام، وأسرة آل أبوعليان هم من أسس مدينة بريدة وإمارة القصيم، وهم أول من جمع بلدات وقرى القصيم تحت إمارة واحدة وأول أمير لمنطقة القصيم كان منهم ثم تعاقب على إمارة القصيم أكثر من 20 أمير من أسرة آل أبوعليان لثلاث قرون مضت، وهم أول من أسس جيش القصيم بقيادة حاكم القصيم حجيلان بن حمد التميمي سيف الدولة السعودية حيث كانت تصل مغازية إلى نقرة الشام ومشارق المدينة المنورة وكان به حمية كبيرة على أهل القصيم وقوافل العقيلات حتى أصبحت نخوة آل أبوعليان (أولاد علي) نخوة لأهل القصيم كافة وتشبه اليوم (عيال زايد) نسبةً لحكام الإمارات. فإذا ذهب احداً من أهل القصيم للعراق أو الشام وسألوه من أين أنت قال أنا من ( أولاد علي ) فيعرفون انه من وسط الجزيرة وبالتحديد من القصيم. وأكثر من روج لهذه النخوة هم تجار العقيلات وهم سبب انتشارها في ذاك الوقت.
يقول حكام القصيم السابقين آل أبوعليان في عرضتهم الحربية التي كانوا ينشدونها دائماً ومطلعها:
حنا ضنا ليلى سلايل عليان *** عدونا من كأس الأمرار نسقيه
يقول الشاعر محمد العوني:
أولاد علـي اليـوم ذا وقـت نفعـكـم *** لا رحـم أبـو نفـس تتاجر بمالها
أولاد عـلي أن الليـالـي قصـيــرة *** ولا للفتـى غيـر الثناء من نوالها
أولاد علـي اليـوم مـا هـوب باكـر *** قومـو بعـزم الليث ماضي فعالها
ويقول ابن فرهود أحد شيوخ عنزة:
سلم على القصمان ربع بهم نوف *** أولاد علي مرخصة كل غالي
قال الشاعر ناصر الغليقة:
أولاد علي كاسبين الشكالة *** كم واحد ردوه عن درب عانيه
قال الشاعر صالح الطويان:
أولاد علي لابتي مالهم أجناس *** بشاشة بضيوفهم والمسايير
إن عدو الأجاود هم ذروة الناس *** وهم هل الطولات زبن المقاصير
قال الشاعر محمد بن عبد الله:
أولاد علي مهدية صعب الأضداد *** مهدية صعب الحصان العزومي
قال الشاعر علي الخياط:
ربعي هل الطولات والباس الشديد *** خطر عزايمها تهد جبالها
أولاد علي هم عما عين الضديد *** عقالها يوم الوغى جهالها

## مؤلفات عن العقيلات
- العقيلات: للأستاذ إبراهيم المسلم (عن العقيلات)
- رحلتي مع العقيلات: للأستاذ إبراهيم المسلم (عن العقيلات)
- نجديون وراء الحدود: للأستاذ عبدا لعزيز بن عبد الغني بن إبراهيم (عن العقيلات)
- عصر العقيلات: الدكتور نواف بن صالح الحليسي (الجزء الأول) (عن العقيلات)
- عصر العقيلات: الدكتور نواف بن صالح الحليسي (الجزء الثاني) (عن العقيلات)
- عقيلات بريدة: للأستاذ إبراهيم المعارك (عن العقيلات)
- العقيلات من بريدة: الشيخ سليمان بن عبد الله العيد (عن العقيلات)
- العقيلات مآثر الأباء والأجداد على ظهور الإبل والجياد: للأستاذ عبد اللطيف بن صالح الوهيبي، ويقع في ستة أجزاء جميعها (عن العقيلات).
- الخيل في حياة العقيلات: للأستاذ بدر الوهيبي (عن العقيلات)

## وصلات خارجية
- العقيلات
- فيديو عن العقيلات (على خطى العرب)